# José Uzcátegui
José Uzcátegui (24 de diciembre de 1990) es un boxeador venezolano que se desempeña en la división supermediano y fue campeón de supermediano de la FIB ostententando el título de 2018 a 2019.

## Carrera profesional
Debutó profesionalmente en Tijuana el 25 de marzo de 2011, venciendo por KO en el primer round a Ramiro Rosales.
El 16 de febrero de 2013 derrotó a Rogelio Medina en fallo unánime en diez asaltos. En el mismo año derrotó por KOT en el cuarto round a Michel Rosales, y también venció a Francisco Villanueva por KOT en el primer round.
El 20 de mayo de 2017, Uzcátegui enfrentó a Andre Dirrell por el título interino supermediano de la FIB. Uzcátegui comenzó fuerte, controlando los primeros asaltos. Dirrell encontró su éxito al comienzo del cuarto asalto, contrarrestando a Uzcátegui y anotando bien durante el asalto. En los siguientes asaltos, la pelea estuvo llena de acción con ambos peleadores intercambiando golpes a corta distancia. Al final del octavo asalto, Uzcátegui lanzó una combinación de tres golpes a Dirrell, de los cuales el tercer golpe fue después de que sonó la campana. Uzcátegui fue descalificado por el árbitro y Dirrell fue proclamado ganador. Después de que terminó la pelea, el entrenador y tío de Dirrell, Leon Lewson, golpeó a Uzcátegui mientras estaba en su esquina, lo que provocó otros altercados en el ring que tuvieron que ser solucionados por la seguridad y la policía local.
Más tarde, el presidente de la FIB, Daryl Peoples, dijo que, aunque la comisión de Maryland estuvo de acuerdo con la decisión del árbitro (Bill Clancy), él cometió varios errores en su manejo del combate y, por lo tanto, la FIB ordenó una revancha inmediata. Peoples dijo en ese momento, en parte: "El árbitro dejó claro que había considerado el golpe a Dirrell después de la campana como 'ilegal'. Sin embargo, el árbitro no determinó si el golpe 'ilegal' fue intencional o accidental según las pautas de la FIB. Si el árbitro hubiera determinado que el golpe 'ilegal' fue accidental, el combate habría resultado en una decisión técnica a favor de José Uzcátegui, quien estaba adelante en las tarjetas de los jueces después de ocho asaltos puntuados."
En su próxima pelea, Uzcátegui peleó contra Dirrell en una revancha por el título interino supermediano de la FIB. Uzcátegui estuvo lastimando a Dirrell a lo largo de la pelea, ya que Dirrell estaba sangrando desde el comienzo. Jacob 'Stitch' Duran, el cutman de Dirrell, decidió instruir al árbitro para detener la pelea en el octavo asalto, lo que llevó a una victoria por nocaut técnico en el octavo asalto para Uzcátegui.
El 13 de enero de 2019, Uzcátegui enfrentó al invicto Caleb Plant en su primera defensa de la versión completa del título supermediano de la FIB. Perdió por decisión unánime con puntuaciones de 116-110, 115-111 y 116-110, todas a favor de Plant, después de haber sido derribado en el segundo y cuarto asaltos.

## Récord profesional
| 32 victorias (27 nocauts), 5 derrotas |        |                           |      |              |            |                                                                               |                                                          |
| Resultado                             | Récord | Rival                     | Tipo | Asalto       | Fecha      | Lugar                                                                         | Notas                                                    |
| Derrota                               | 32-5   | Vladimir Shishkin         | UD   | 12           | 17-12-2022 | The Cosmopolitan of Las Vegas, Paradise, Nevada, Estados Unidos               |                                                          |
| Victoria                              | 32-4   | Felipe Romero             | KO   | 2 (10), 1:52 | 20-05-2022 | Palenque de la FNSM, Aguascalientes, México                                   |                                                          |
| Victoria                              | 31-4   | Jaime Hernández           | KO   | 2 (8), 2:33  | 12-06-2021 | Auditorio Bentio Juárez, Los Mochis, México                                   |                                                          |
| Victoria                              | 30-4   | Josue Obando              | TKO  | 8 (10), 0:48 | 26-03-2021 | Lienzo Charro de Ajijic, Jocotepec, Jalisco, México                           |                                                          |
| Derrota                               | 29-4   | Lionell Thompson          | UD   | 10           | 28-12-2019 | State Farm Arena, Atlanta, Georgia                                            |                                                          |
| Victoria                              | 29-3   | Roberto Valdez            | KO   | 1 (10)       | 21-09-2019 | La Casa de los Zonkeys, Tijuana, México                                       |                                                          |
| Derrota                               | 28-3   | Caleb Plant               | UD   | 12           | 13-01-2019 | Microsoft Theater, Los Ángeles, California, Estados Unidos                    | Pierde el título de la IBF en el peso supermediano       |
| Victoria                              | 28-2   | Ezequiel Osvaldo Maderna  | UD   | 10           | 28-09-2018 | Oracle Arena, Oakland, California, Estados Unidos                             |                                                          |
| Victoria                              | 27-2   | Andre Dirrell             | RTD  | 8 (12)       | 03-03-2018 | Barclays Center, Brooklyn, Estados Unidos                                     | Gana el título interino de la IBF del peso supermediano. |
| Derrota                               | 26-2   | Andre Dirrell             | DQ   | 8 (12)       | 20-05-2017 | MGM National Harbor, Oxon Hill, Estados Unidos                                | Por el título interino de la IBF del peso supermediano.  |
| Victoria                              | 26-1   | Fabiano Pena              | KO   | 2 (10)       | 20-08-2016 | La Cetto Vineyard, Valle de Guadalupe, México                                 |                                                          |
| Victoria                              | 25-1   | Derrick Findley           | RTD  | 3 (10)       | 18-06-2016 | Auditorio Municipal Fausto Gutiérrez Moreno, Tijuana, México                  |                                                          |
| Victoria                              | 24-1   | Julius Jackson            | TKO  | 2 (12)       | 6-10-2015  | Cowboys Dance Hall, San Antonio, Texas, Estados Unidos                        |                                                          |
| Victoria                              | 23-1   | Daniel Eduardo Yocupicio  | KO   | 1 (6)        | 28-2-2015  | Centro De Convenciones, Rosarito, Baja California, México                     |                                                          |
| Derrota                               | 22-1   | Matt Korobov              | UD   | 10 (10)      | 28-6-2014  | CenturyLink Center, Omaha, Nebraska, Estados Unidos                           |                                                          |
| Victoria                              | 22-0   | David Alonso López        | TKO  | 6 (10)       | 8-3-2014   | Domo de la Macroplaza, Nogales, Sonora, México                                |                                                          |
| Victoria                              | 21-0   | Francisco Villanueva      | TKO  | 1 (6)        | 21-12-2013 | Casino Hipódromo Agua Caliente, Tijuana, Baja California, México              |                                                          |
| Victoria                              | 20-0   | Michel Rosales            | TKO  | 4 (8)        | 16-11-2013 | Palenque El Domo, San Luis Potosí, México                                     |                                                          |
| Victoria                              | 19-0   | Jesús Ángel Nerio         | TKO  | 6 (8)        | 5-10-2013  | Hipódromo Caliente, Arena Tecate, Tijuana, Baja California, México            |                                                          |
| Victoria                              | 18-0   | Felipe Molina Jr.         | KO   | 3 (6)        | 11-9-2013  | Las Pulgas, Tijuana, Baja California, México                                  |                                                          |
| Victoria                              | 17-0   | Rogelio Medina            | DU   | 10 (10)      | 15-2-2013  | Auditorio Municipal Fausto Gutiérrez Moreno, Tijuana, Baja California, México |                                                          |
| Victoria                              | 16-0   | Gilberto Flores Hernández | TKO  | 1 (4)        | 19-12-2012 | Las Pulgas, Tijuana, Baja California, México                                  |                                                          |
| Victoria                              | 15-0   | Octavio Castro            | TKO  | 3 (8)        | 29-9-2012  | Estadio Héctor Espino, Hermosillo, Sonora, México                             |                                                          |
| Victoria                              | 14-0   | José Luis Vázquez         | TKO  | 1            | 18-8-2012  | La Cetto Vineyard, Valle de Guadalupe, Baja California, México                |                                                          |
| Victoria                              | 13-0   | Edgar Quiroz              | KO   | 2 (6)        | 21-7-2012  | Auditorio Municipal, Tijuana, Baja California, México                         |                                                          |
| Victoria                              | 12-0   | Josele Nápoles            | TKO  | 4 (6)        | 5-5-2012   | Auditorio Municipal, Tijuana, Baja California, México                         |                                                          |
| Victoria                              | 12-0   | Daniel Eduardo Yocupicio  | DU   | 4 (4)        | 17-3-2012  | Palenque de Gallos, Culiacán, Sinaloa, México                                 |                                                          |
| Victoria                              | 11-0   | Rolando Paredes           | TKO  | 1 (6)        | 18-2-2012  | Palenque del FEX, Mexicali, Baja California, México                           |                                                          |
| Victoria                              | 10-0   | Francisco Villanueva      | DU   | 6 (6)        | 14-1-2012  | Auditorio Municipal, Tijuana, Baja California, México                         |                                                          |
| Victoria                              | 9-0    | Guillermo García          | TKO  | 2 (6)        | 5-11-2011  | Auditorio Municipal, Tijuana, Baja California, México                         |                                                          |
| Victoria                              | 8-0    | Edgar Galván              | KO   | 1 (4)        | 21-10-2011 | Auditorio de Ciudad Morelos, Mexicali, Baja California, México                |                                                          |
| Victoria                              | 7-0    | Rafael Ríos               | TKO  | 1 (6)        | 8-10-2011  | Auditorio Municipal, Tijuana, Baja California, México                         |                                                          |
| Victoria                              | 6-0    | Antonio Arras             | PTS  |              | 6-9-2011   | Foro Promo Casa, Mexicali, Baja California, México                            |                                                          |
| Victoria                              | 5-0    | Rafael Duarte             | TKO  | 1 (4)        | 2-7-2011   | Centro de Usos Múltiples, Hermosillo, Sonora, México                          |                                                          |
| Victoria                              | 3-0    | Marino Mercado            | KO   | 1 (4)        | 11-6-2011  | Deportivo La Inalámbrica, Mérida, Yucatán, México                             |                                                          |
| Victoria                              | 2-0    | Alejandro Alonso          | TKO  | 1 (6)        | 6-5-2011   | Campo de Béisbol Azteca, Delegación KM 43, Mexicali, Baja California, México  |                                                          |
| Victoria                              | 1-0    | Ramiro Rosales            | KO   | 1 (4)        | 25-3-2011  | Auditorio Municipal, Tijuana, Baja California, México                         |                                                          |